# Mbuji-Mayi (rivière)
Ne doit pas être confondu avec la ville de Mbuji-Mayi
La Mbuji-Mayi est une rivière du bassin du fleuve Congo, dans la république démocratique du Congo, et un affluent de la Sankuru. 

## Géographie
La rivière prend source dans le nord du district de la Lualaba, et coule principalement vers le nord. Elle sert de frontière entre les districts de Kabinda et de la Lulua. Elle traverse ensuite le district de Tshilenge où elle se jette dans la Sankuru près de la ville de Mbuji-Mayi.